# Qishan
Qishan (chinesisch 岐山县, Pinyin Qíshān Xiàn – „Kreis Qishan“) ist ein Kreis der bezirksfreien Stadt Baoji in der nordwestchinesischen Provinz Shaanxi. Die Fläche beträgt 855,9 Quadratkilometer und die Einwohnerzahl 365.209 (Stand: Zensus 2020).
Die im Kreisgebiet gelegene Fenghuangshan-Stätte (凤凰山遗址,  Fènghuángshān yízhǐ), die Pagode des Taiping-Tempels (太平寺塔,  Tàipíng sì tǎ) und der Herzog-von-Zhou-Tempel (周公庙,  Zhōugōng miào) stehen seit 2006, und die Zhaojiatai-Stätte (赵家台遗址,,  Zhàojiātái yízhǐ) aus der Zeit der Shang- und der Westlichen Zhou-Dynastie seit 2013 auf der Liste der Denkmäler der Volksrepublik China.